# 栗原警察署
栗原警察署（くりはらけいさつしょ）は、宮城県警察が管轄する警察署の一つである。

## 管轄区域
- 栗原市

## 沿革
- 2025年（令和7年）3月21日 - 築館警察署と若柳警察署が統合して栗原警察署を設置[1][2]。
- 2026年（令和8年）年度中 - 署所在地交番を移転する形で築館警察署の跡地に築館交番を設置。富野駐在所を廃止し、志波姫駐在所と玉沢駐在所は警察官連絡所となる予定[1][2]。

## 組織
宮城県発表の資料に基づく。
- 会計課
- 警務課
- 留置管理課
- 生活安全課
- 地域課
- 刑事課
- 交通課
- 警備課

## 幹部交番
- 若柳幹部交番 - 栗原市若柳字川南南大通2-13

## 交番
- 署所在地交番 - 栗原市志波姫南堀口58（栗原警察署内）
- 栗駒交番 - 栗原市栗駒岩ケ崎下小路62-2

## 駐在所
- 花山駐在所 - 栗原市花山字本沢北ノ前37-1
- 一迫駐在所 - 栗原市一迫真坂字高橋3-17
- 富野駐在所 - 栗原市築館字城生野地蔵堂31-4
- 志波姫駐在所 - 栗原市志波姫沼崎東原20-3
- 瀬峰駐在所 - 栗原市瀬峰桃生田4-2
- 高清水駐在所 - 栗原市高清水中町30-4
- 玉沢駐在所 - 栗原市築館字照越浅松沢3
- 金成駐在所 - 栗原市金成沢辺往還下2-9
- 有壁駐在所 - 栗原市金成有壁大日前32-10
- 尾松駐在所 - 栗原市栗駒稲屋敷大鳥13-4
- 沼倉駐在所 - 栗原市栗駒松倉貴船2-4
- 文字駐在所 - 栗原市栗駒文字葛峰10-1
- 鴬沢駐在所 - 栗原市鶯沢南郷下久保前2-2

## 警察官連絡所
- 有賀連絡所 - 栗原市若柳武鎗字新上町浦79-5
- 畑岡連絡所 - 栗原市若柳字上畑岡夷穴143-1